# Polkagris

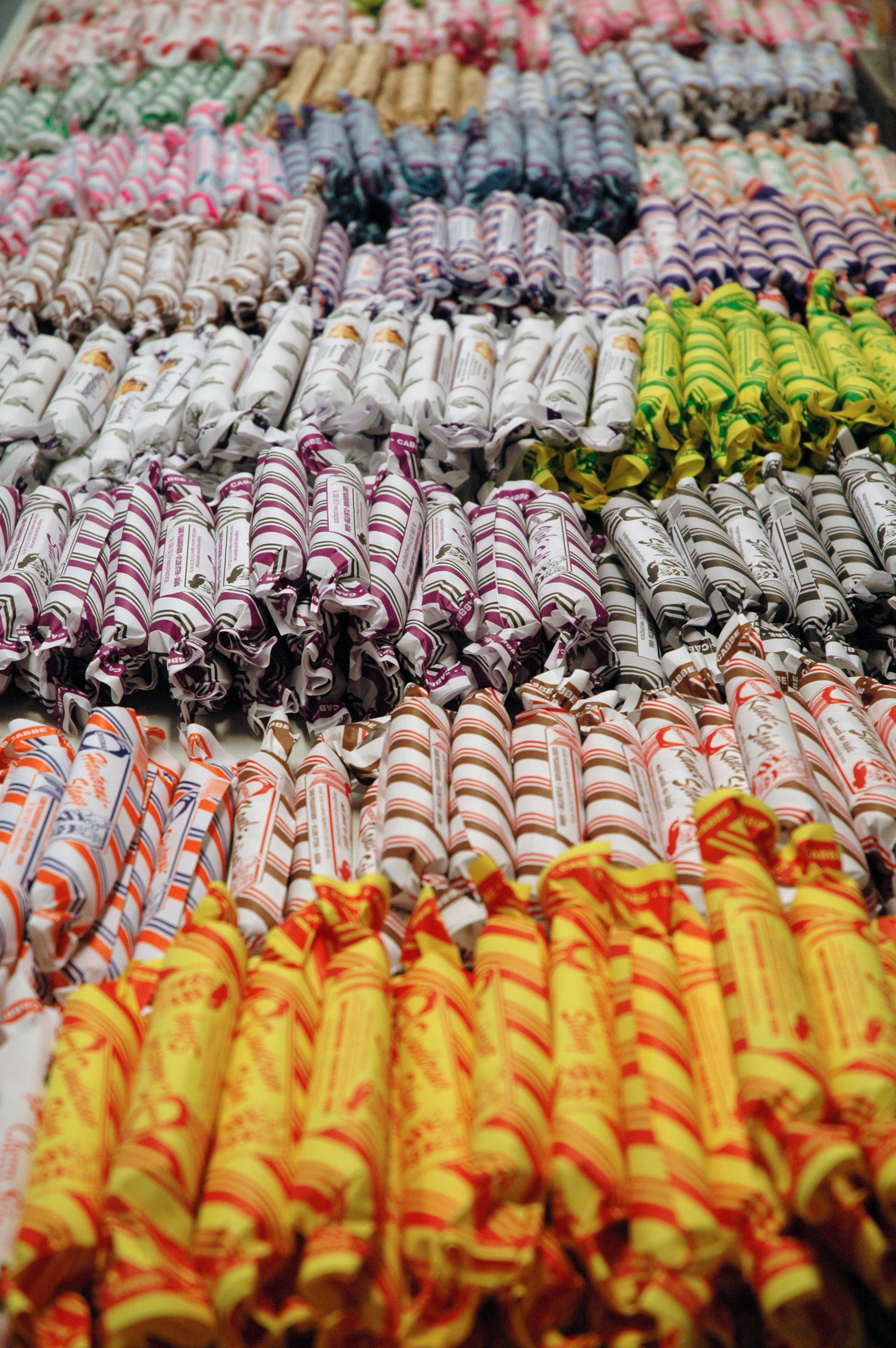
Polkagrisar

Polkagris (liczba mnoga: polkagrisar) – odmiana szwedzkich cukierków.

## Historia

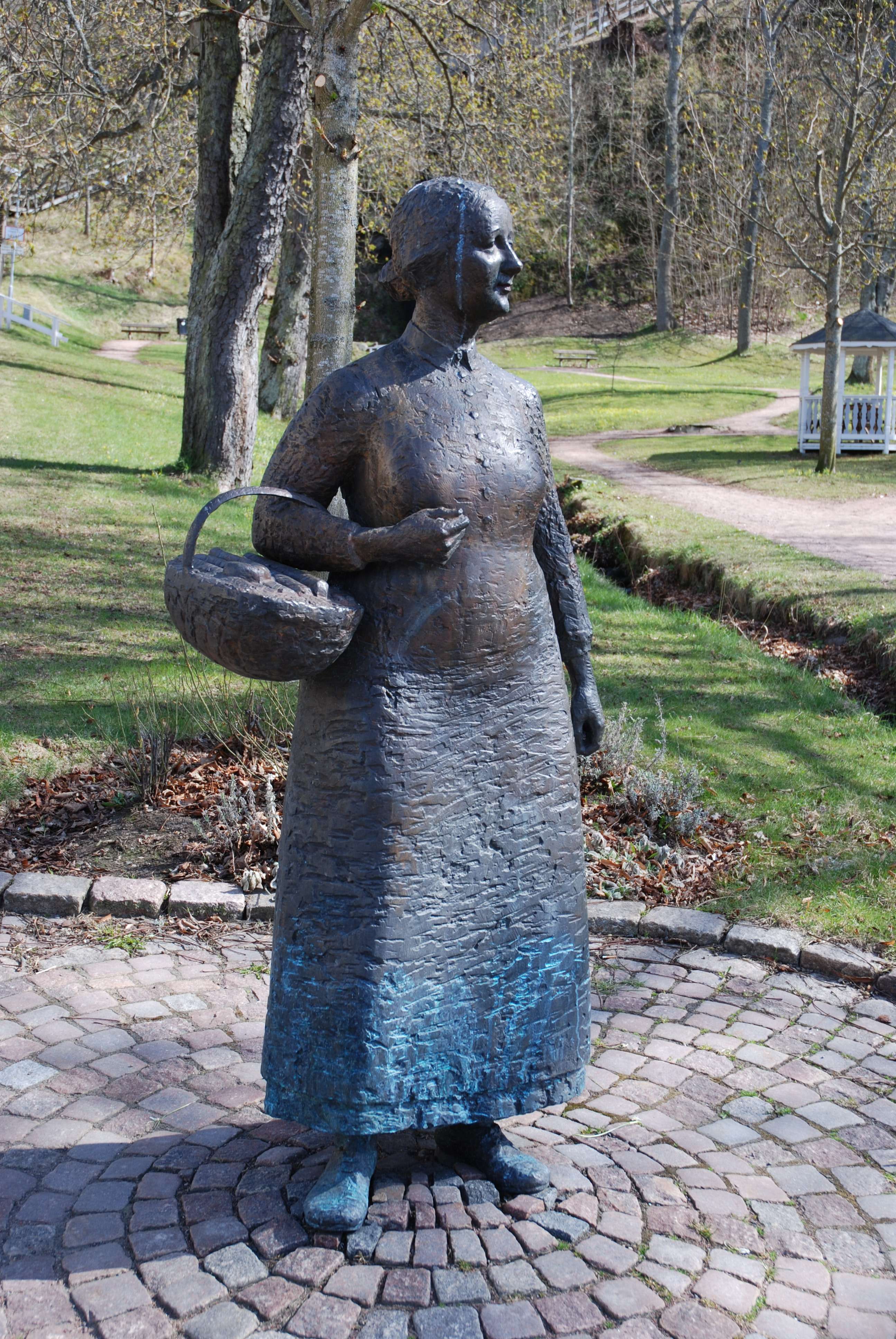
Pomnik

Polkagris to szwedzka odmiana cukierków, która została wynaleziona w czerwcu 1859 roku przez Amalię Eriksson w miejscowości Gränna. Przepis (objęty tajemnicą) przekazała córce - Idzie. Do dziś pozostaje popularną tradycją kulinarną miejscowości. Początkowo Amalia przechowywała laski o smaku mięty pieprzowej w komodzie w jej domu, który wciąż stoi na Brahegatan 2 w Gränna. Była jedynym producentem tych słodyczy, aż do śmierci w 1924. Tradycyjny produkt ma formę biało-czerwonej laski, i posiada smak mięty pieprzowej (obecnie w sprzedaży są też inne smaki m.in. słony, słono-malinowy, truskawkowy, miętowo-krówkowy i inne). Przepis wytwarzania polkagris pozostaje niezmienny od daty wynalezienia (być może jest pochodzenia niemieckiego). Przed cukiernią sprzedającą słodycze w Gränna ustawiono pomnik Amalii Eriksson z koszykiem lasek polkagris (autorką była Lena Lervik). Obecnie cukiernia "Polkagriskokeri" mieści się w budynku przy Brahegatan 39, gdzie Greta Nordstedt kontynuowała ich produkcję i jako pierwsza spoza rodziny poznała tajniki receptury.

## Etymologia
"Polka" to nazwa popularnego, również w Szwecji, tańca. Słowo "gris" oznacza w języku szwedzkim świnię, ale również "coś specjalnego", np. świąteczną ucztę. W Gränna, to miejscowy termin, który oznacza "trochę cukierków".